# Wilbrook
Wilbrook war eine britische Automarke, die nur 1913 von Brooks and Spencer in Levenshulme (Manchester) gefertigt wurde.
Das einzige Modell war ein Kleinwagen. Er besaß einen V2-Motor von J.A.P., der 9 bhp (6,6 kW) leistete. Die Fahrzeuge verfügten über Vierradbremsen. Die Karosserie bot vier Personen Platz.